# Enargia decolor
Enargia decolor là một loài bướm đêm trong họ Noctuidae.